# Nick Swisher
Nicholas Thompson Swisher (né le 25 novembre 1980 à Columbus, Ohio, États-Unis) est un joueur de baseball qui évolue dans les Ligues majeures de 2004 à 2015. 
À l'origine un voltigeur et plus tard un joueur de premier but, il remporte la Série mondiale 2009 avec les Yankees de New York et compte une sélection au match des étoiles (2010). Il joue pour les Athletics d'Oakland de 2004 à 2007, pour les White Sox de Chicago en 2008, les Yankees de 2009 à 2012, les Indians de Cleveland de 2013 à 2015, et enfin les Braves d'Atlanta en 2015.

## Carrière

### Athletics d'Oakland
Joueur des Buckeyes de l'université d'État de l'Ohio, Nick Swisher est repêché le 4 juin 2002 par les Athletics d'Oakland au 1er tour de sélection (16e choix).
Il passe près de trois saisons en Ligues mineures avant d'effectuer ses débuts en Ligue majeure le 3 septembre 2004 avec Oakland.

### Yankees de New York
Les Yankees de New York ont fait l'acquisition de Swisher dans une transaction avec les White Sox de Chicago le 13 novembre 2008. Swisher et le lanceur des ligues mineures Kanekoa Texeira ont été transférés à New York, en retour des services du joueur d'utilité Wilson Betemit et des lanceurs des ligues mineures Jeffrey Marquez et Jhonny Núñez.
Il remporte la Série mondiale 2009 avec les Yankees et est sélectionné pour le Match des étoiles en 2010.

### Indians de Cleveland
Swisher est agent libre après quatre saisons à New York. Le 3 janvier 2013, il signe un contrat de 56 millions pour 4 ans avec les Indians de Cleveland.
Swisher est frappeur désigné pour les Indians en 2015.

### Braves d'Atlanta
Le 7 août 2015, Cleveland échange Swisher et le voltigeur Michael Bourn aux Braves d'Atlanta contre le joueur de troisième but Chris Johnson. 
Il dispute 46 matchs des Braves en 2015 mais ne frappe que pour ,195 de moyenne au bâton, terminant sa saison avec une faible moyenne de ,196 en 76 parties jouées au total pour Cleveland et Atlanta.
Il est libéré par les Braves le 28 mars 2016, à quelques jours du début d'une nouvelle saison, mais perçoit tout de même les 15 millions de dollars qui lui sont dus pour la dernière année de ce contrat.
Il joue son dernier match dans les majeures le 2 octobre 2015 mais n'annonce officiellement sa retraite de joueur que le 17 février 2017.

## Vie personnelle
Nick Swisher est le fils de Steve Swisher, un receveur de baseball qui a joué dans les Ligues majeures de 1974 à 1982.
Il a fait une apparition dans la série télévisée How I Met Your Mother (saison 5, épisode 14).
En mai 2010, il se fiance à l'actrice Joanna García. Ils se marient le 11 décembre 2010. 
Le couple a deux filles, Emerson Jay Swisher, née le 21 mai 2013 et Sailor Stevie Swisher, née le 28 juin 2016.